# Jared Harris

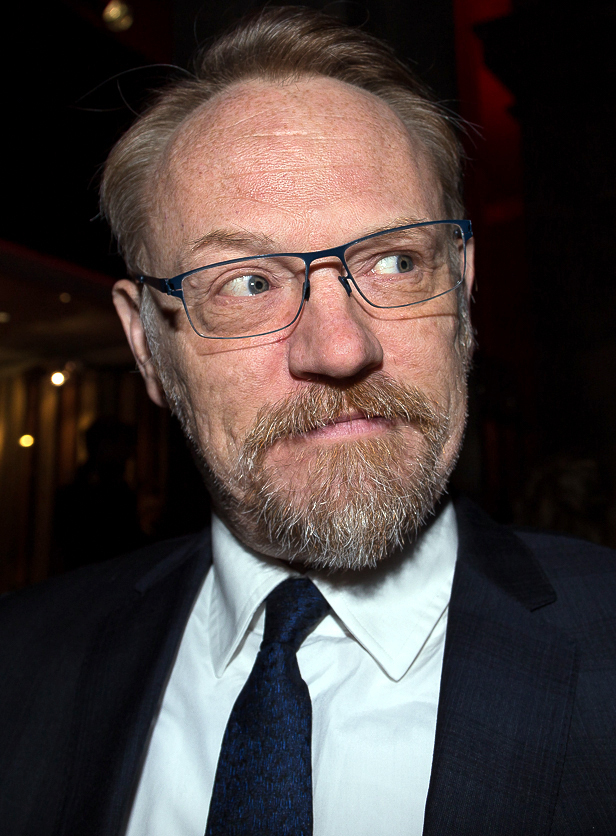
Jared Harris (2014)

Jared Francis Harris (Londres, 24 de agosto de 1961), conocido como Jared Harris, es un actor británico de teatro, cine y televisión.
Hijo de actor irlandés Richard Harris, comenzó su carrera a principios de los años ochenta y desde entonces ha trabajado en películas como El último mohicano, El curioso caso de Benjamin Button, Lincoln o en series como Mad Men, Chernobyl, The terror o The crown.
Ha ganado un Premio BAFTA, un Premio del Sindicato de Actores, un Premio Satellite, y ha sido nominado en varias ocasiones a los Globos de Oro y los Premios Emmy.

## Vida personal
Hijo del actor Richard Harris y su primera esposa, la actriz galesa Elizabeth Rees-Williams. Su hermano pequeño es el también actor Jamie Harris y su hermano mayor es el director Damian Harris. Entre 1971 y 1975 su madre estuvo casada con el actor Rex Harrison.
En 2005 se casó con la actriz Emilia Fox, hija de los actores Edward Fox y Joanna David. Harris y Fox se divorciaron en 2010. Desde 2010 mantiene una relación con Allegra Riggio, con quien se casó en 2013.

## Carrera
Inició su carrera cinematográfica como director en 1983 con Darkmoor, un largometraje nunca finalizado que realizó para la Universidad Duke, donde estudiaba una licenciatura en Bellas Artes.
Como actor, su primer papel fue en The Rachel Papers en 1989, película dirigida por su hermano Damian. Otras películas destacadas en su filmografía son Far and Away, The Public Eye, The Last of the Mohicans, Smoke, Yo disparé a Andy Warhol, Perdidos en el espacio, Trance, The Weekend, Mr. Deeds, Resident Evil: Apocalipsis, Lady in the Water o El curioso caso de Benjamin Button.
Entre sus últimos papeles en cine y televisión destacan los de Lane Pryce en Mad Men, David Robert Jones en Fringe, el profesor James Moriarty en Sherlock Holmes: Juego de sombras, Ulysses S. Grant en Lincoln, Hodge Starkweather en Cazadores de sombras: Ciudad de hueso, el senador Severus en Pompeii,  Anderson Dawes en The Expanse, el Capitán Francis Crozier en The Terror, Jorge VI del Reino Unido en The Crown,  Valeri Legásov en Chernobyl y como Hari Seldon en Fundación.
También se ha prodigado en teatro, destacando obras del Off-Broadway como 'Tis Pity She's a Whore, El rey Lear, More Lies About Jerzy, Ecstasy o Humble Boy, entre otras. Anteriormente estuvo ligado a la Royal Shakespeare Company, en la que interpretó clásicos como Hamlet o Romeo y Julieta.

## Filmografía

### Películas
| Año  | Título                                | Rol                       | Notas         |
| ---- | ------------------------------------- | ------------------------- | ------------- |
| 1989 | The Rachel Papers                     | Geoff                     |               |
| 1992 | Far and Away                          | Paddy                     |               |
| 1992 | The Last of the Mohicans              | Teniente británico        |               |
| 1992 | The Public Eye                        | Danny                     |               |
| 1994 | Natural Born Killers                  | Muchacho londinense       |               |
| 1994 | Nadja                                 | Edgar                     |               |
| 1995 | Smoke                                 | Jimmy Rose                |               |
| 1995 | Dead Man                              | Benmont Tench             |               |
| 1995 | Blue in the Face                      | Jimmy Rose                |               |
| 1995 | Tall Tale                             | Head Thug Pug             |               |
| 1996 | Yo disparé a Andy Warhol              | Andy Warhol               |               |
| 1996 | Gold in the Streets                   | Owen                      |               |
| 1997 | Fathers' Day                          | Lee                       |               |
| 1997 | Sunday                                | Ray                       |               |
| 1997 | Chinese Box                           | William                   |               |
| 1997 | White Lies                            | Jacob Reese               |               |
| 1998 | Happiness                             | Vlad                      |               |
| 1998 | B. Monkey                             | Alan Furnace              |               |
| 1998 | Lost in Space                         | Will Robinson adulto      |               |
| 1998 | Lulu on the Bridge                    | Alvin Shine               | Sin acreditar |
| 1998 | Trance                                | Jim                       |               |
| 1999 | Lush                                  | W. Firmin Carter          |               |
| 1999 | The Weekend                           | John Kerr                 |               |
| 2000 | Bullfighter                           | Jones                     |               |
| 2000 | How to Kill Your Neighbor's Dog       | Falso Peter               |               |
| 2000 | Shadow Magic                          | Raymond Wallace           |               |
| 2001 | Perfume                               | Michael                   |               |
| 2002 | Four Reasons                          | Director de cine          |               |
| 2002 | Mr. Deeds                             | Mac McGrath               |               |
| 2002 | Igby Goes Down                        | Russel                    |               |
| 2002 | Dummy                                 | Michael Foulicker         |               |
| 2003 | Sylvia                                | Al Alvarez                |               |
| 2003 | I Love Your Work                      | Yehud                     |               |
| 2004 | Ocean's Twelve                        | Ingeniero de Basher       |               |
| 2004 | Resident Evil: Apocalypse             | Dr. Charles Ashford       |               |
| 2005 | The Notorious Bettie Page             | John Willie               |               |
| 2006 | Lady in the Water                     | Fumador de barba          |               |
| 2006 | Cashback                              | Alex Proud                | Sin acreditar |
| 2006 | Cracked Eggs                          | Joe                       | Cortometraje  |
| 2007 | 32A                                   | Padre de Ruth             |               |
| 2008 | The Curious Case of Benjamin Button   | Capitán Mike              |               |
| 2008 | From Within                           | Bernard Wilburn           |               |
| 2009 | Tales of the Black Freighter          | Ridley                    | Voz           |
| 2010 | Extraordinary Measures                | Dr. Kent Webber           |               |
| 2010 | The Ward                              | Dr. Gerald Stringer       |               |
| 2011 | Sherlock Holmes: A Game of Shadows    | Profesor James Moriarty   |               |
| 2012 | Lincoln                               | Ulysses S. Grant          |               |
| 2013 | The Mortal Instruments: City of Bones | Hodge Starkweather        |               |
| 2013 | The Devil's Violinist                 | Urbani                    |               |
| 2014 | Pompeii                               | Severus                   |               |
| 2014 | The Quiet Ones                        | Profesor Joseph Coupland  |               |
| 2014 | The Boxtrolls                         | Lord Charles Portley-Rind | Voz           |
| 2015 | Poltergeist                           | Carrigan Burke            |               |
| 2015 | The Man from U.N.C.L.E.               | Adrian Sanders            |               |
| 2016 | Certain Women                         | William Fuller            |               |
| 2016 | The Last Face                         | Dr. John Farber           |               |
| 2016 | Allied                                | Frank Heslop              |               |
| 2019 | Robert the Bruce                      | John Comyn                |               |
| 2020 | Angela's Christmas Wish               | El Veterinario            | Voz           |
| 2022 | Morbius                               | Emil Nicholas             |               |
| 2022 | The Sea Beast                         | Capitán Crow              | Voz           |
| TBA  | Sherlock Holmes 3 †                   | Profesor James Moriarty   | Preproducción |

### Televisión
| Año       | Título                            | Rol                                 | Notas                                                                |
| --------- | --------------------------------- | ----------------------------------- | -------------------------------------------------------------------- |
| 1995      | New York Undercover               | Seth Baines                         | Episodio: "The Highest Bidder"                                       |
| 2000      | Two of Us                         | John Lennon                         | Película para TV                                                     |
| 2003      | Without a Trace                   | Padre Walker                        | 2 episodios                                                          |
| 2003      | The Other Boleyn Girl             | Rey Henry VIII                      | Película para TV                                                     |
| 2005      | To the Ends of the Earth          | CapitánAnderson                     | 3 episodios                                                          |
| 2006      | Coup!                             | Simon Mann                          | Película para TV                                                     |
| 2007      | Law & Order: Special Victims Unit | Robert Morten                       | Episodio: "Svengali"                                                 |
| 2007      | The Shadow in the North           | Axel Bellmann                       | Película para TV                                                     |
| 2008      | The Riches                        | Eamon Quinn                         | 5 episodios                                                          |
| 2008–2012 | Fringe                            | Dr. David Robert Jones              | 9 episodios                                                          |
| 2009–2012 | Mad Men                           | Lane Pryce                          | 26 episodios Dirigió el episodio "Time & Life"                       |
| 2013      | Axe Cop                           | Rey de Inglaterra                   | Voz Episodio: "An American Story"                                    |
| 2015–2017 | The Expanse                       | Anderson Dawes                      | 7 episodios                                                          |
| 2016–2021 | Robot Chicken                     | James Bond Villain / Mr. Weatherbee | Voz 2 episodios                                                      |
| 2016      | The Mr. Peabody and Sherman Show  | Bigfoot                             | Voz Episodio: "Sacagawea"                                            |
| 2016–2017 | The Crown                         | Rey George VI                       | Rol principal (Temporada 1) Rol secundario (Temporada 2) 6 episodios |
| 2018      | The Terror                        | Francis Crozier                     | 10 episodios                                                         |
| 2018      | Animals                           | Mr. Budmeizner                      | Voz Episodio: "Horses"                                               |
| 2019      | Chernobyl                         | Valery Legasov                      | 5 episodios                                                          |
| 2019      | Carnival Row                      | Absalom Breakspear                  | 8 episodios                                                          |
| 2020      | New Looney Tunes                  | Asteroid                            | Voz 2 episodios                                                      |
| 2021      | The Beast Must Die                | George Rattery                      | Miniserie                                                            |
| 2021      | Foundation                        | Hari Seldon                         |                                                                      |
| TBA       | Brave the Dark †                  | Stan Deen                           | Posproducción                                                        |
| TBA       | Rothko †                          |                                     | Preproducción                                                        |

### Teatro
| Año  | Producción                  | Rol                   | Lugar                             | Notas |
| ---- | --------------------------- | --------------------- | --------------------------------- | ----- |
| 1991 | Henry IV, Part 1 and Part 2 | Henry "Hotspur" Percy | The Public Theater                |       |
| 1992 | 'Tis Pity She's a Whore     | Soranzo               | The Public Theater                |       |
| 1995 | Ecstasy                     | Len                   | John Houseman Theater             |       |
| 1996 | King Lear                   | Edmund                | The Public Theater                |       |
| 2001 | More Lies About Jerzy       | Jerzy Kosiński        | Vineyard Theatre                  |       |
| 2001 | Hamlet                      | Príncipe Hamlet       | Shakespeare Theatre of New Jersey |       |
| 2003 | Humble Boy                  | Felix Humble          | Manhattan Theatre Club            |       |
| 2005 | Les Liaisons Dangereuses    | Vicomte de Valmont    | Playhouse Theatre, London         |       |
| 2006 | Period of Adjustment        | Ralph Bates           | Almeida Theatre                   |       |

## Premios
Premios Globo de Oro
| Año  | Categoría                            | Trabajo   | Resultado | Ref.  |
| ---- | ------------------------------------ | --------- | --------- | ----- |
| 2019 | Mejor actor de miniserie o telefilme | Chernobyl | Nominado  | [ 6 ] |

Premios Primetime Emmy
| Año  | Categoría                                | Trabajo   | Resultado | Ref.  |
| ---- | ---------------------------------------- | --------- | --------- | ----- |
| 2012 | Mejor actor de reparto - Serie dramática | Mad Men   | Nominado  | [ 6 ] |
| 2019 | Mejor actor - Miniserie o telefilme      | Chernobyl | Nominado  | [ 6 ] |

Premios BAFTA
| Año  | Categoría                            | Trabajo   | Resultado | Ref.        |
| ---- | ------------------------------------ | --------- | --------- | ----------- |
| 2017 | Mejor actor de reparto de televisión | The Crown | Nominado  | [ 6 ]       |
| 2020 | Mejor actor de televisión            | Chernobyl | Ganador   | [ 6 ] [ 7 ] |

Premios del Sindicato de Actores
| Año  | Categoría                                             | Trabajo                            | Resultado | Ref.  |
| ---- | ----------------------------------------------------- | ---------------------------------- | --------- | ----- |
| 2008 | Mejor reparto                                         | El curioso caso de Benjamin Button | Nominado  | [ 6 ] |
| 2009 | Mejor reparto de televisión - Drama                   | Mad Men                            | Ganador   | [ 6 ] |
| 2010 | Mejor reparto de televisión - Drama                   | Mad Men                            | Nominado  | [ 6 ] |
| 2012 | Mejor reparto                                         | Lincoln                            | Nominado  | [ 6 ] |
| 2012 | Mejor reparto de televisión - Drama                   | Mad Men                            | Nominado  | [ 6 ] |
| 2019 | Mejor actor en una miniserie o película de televisión | Chernobyl                          | Nominado  | [ 6 ] |

Premios Satellite
| Año  | Categoría                                             | Trabajo    | Resultado | Ref.  |
| ---- | ----------------------------------------------------- | ---------- | --------- | ----- |
| 2016 | Mejor actor de reparto - Serie, Miniserie o telefilme | The Crown  | Nominado  | [ 6 ] |
| 2018 | Mejor actor - Miniserie o telefilme                   | The Terror | Nominado  | [ 6 ] |
| 2019 | Mejor actor - Miniserie o telefilme                   | Chernobyl  | Ganador   | [ 6 ] |

Festival Internacional de Cine de Seattle
| Año  | Categoría                                               | Trabajo     | Resultado | Ref.  |
| ---- | ------------------------------------------------------- | ----------- | --------- | ----- |
| 1999 | New American Cinema Award (Mención especial al reparto) | The Weekend | Ganador   | [ 6 ] |

Festival de Cine de Sitges
| Año  | Categoría   | Trabajo | Resultado | Ref.        |
| ---- | ----------- | ------- | --------- | ----------- |
| 1998 | Mejor actor | Trance  | Ganador   | [ 6 ] [ 8 ] |